# Pterallastes nubeculosus
Pterallastes nubeculosus är en tvåvingeart som först beskrevs av Wulp 1888.  Pterallastes nubeculosus ingår i släktet Pterallastes och familjen blomflugor. Inga underarter finns listade i Catalogue of Life.